# لواء القلعة
لواء القلعة قوات شبه عسكرية لبنانية، تشكلت من العشائر في البقاع وبعلبك والهرمل. حيث أعلن عدد من العشائر في المنطقة عن تشكيل ما سموه لواء القلعة بعد أيام على إعلان زعيم حزب الله اللبناني حسن نصر الله أن العشائر في البقاع وبعلبك والهرمل لن تقبل «بقاء إرهابي واحد ولا تكفيري واحد في جرود عرسال أو البقاع».
لاقت هذه الخطوة موجة من الانتقادات في الداخل اللبناني حيث أصر أهالي المدينة التي تقطنها أغلبية سنية على حصر عملية ملاحقة المسلحين الذين ينتشرون في المناطق الجبلية السورية المحاذية للأراضي اللبنانية، بالجيش والقوات الأمنية الشرعية.
وقد صدر بيان عن التيار الذي ينتمي إليه رئيس الوزراء الأسبق سعد الحريري يندد بتشكل هذه القوات ووصف هذه الخطوة بـ«اللعب بنار الفتنة وهو من أكبر الدلائل على نية حزب الله ومن خلفه ايران على دفع أهالي المنطقة إلى مواجهات بين بعضهم بعضا، بدل أن يكون الهدف لديهم العمل على تخفيف التورط.»